# Hannah Snell

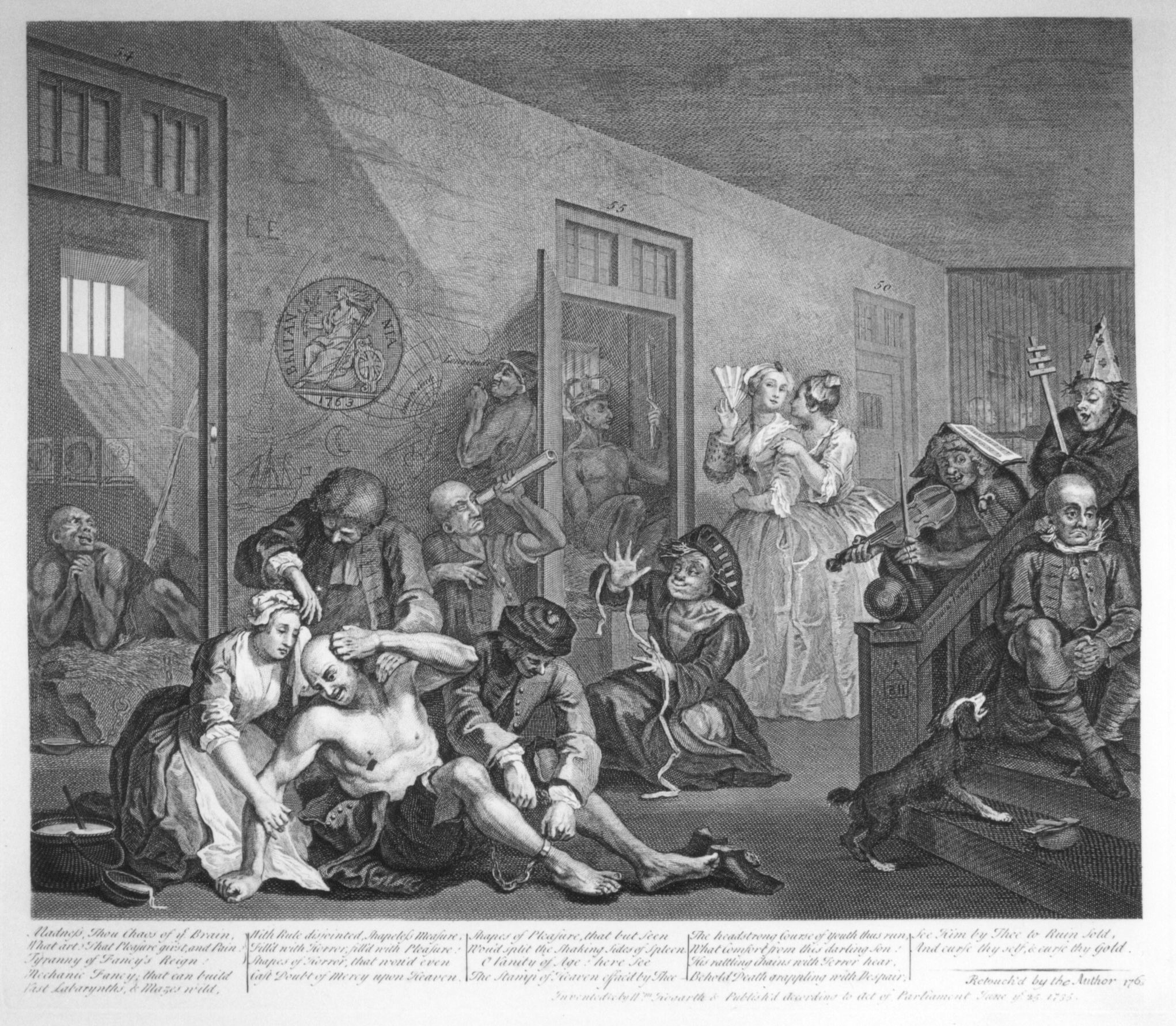
El Hospital Psiquiátrico de Bethlem según un grabado de William Hogarth, de su obra A Rake's Progress. Aquí estuvo ingresada y murió Hannah Snell.

Hannah Snell (Worcester, 23 de abril de 1723-Londres, 8 de febrero de 1792) fue una mujer inglesa que se hizo pasar por hombre con el nombre de James Gray.

## Primer matrimonio
Desde niña jugaba a ser soldado. En 1740 se trasladó a Londres donde se casó el 6 de enero de 1744 con James Summs. En 1746 dio a luz a su hija Susannah, que murió un año después. Abandonada por su marido, vistió las ropas masculinas de su cuñado, James Gray, adoptó su nombre y comenzó a buscar a Summs (más tarde supo que había sido ejecutado por asesino).
Según su relato, ingresó en el Regimiento de Guise, perteneciente al duque de Northumberland, en lucha contra el príncipe Carlos (futuro Carlos III de Inglaterra y Escocia), y desertó cuando su sargento la castigó con 500 latigazos. Pese a estas afirmaciones de la propia Snell, parece muy improbable que sirviera en tal regimiento y, según todos los indicios, esta parte de su vida es una invención suya.

## Enrolamiento en la Marina
Se trasladó a Portsmouth e ingresó en los Marines Reales. Embarcó en el Swallow en Portsmouth el 23 de octubre de 1747. El buque tenía como misión invadir la isla Mauricio, pero tal plan se modificó y navegaron hacia la India. En agosto de 1748 el Swallow recibió la misión de tomar la colonia francesa de Pondicherry y más tarde, en junio de 1749, participó en la batalla de Devicotta. Fue herida once veces en las piernas y una en la ingle, aunque se las arregló para no desvelar su verdadero sexo, quizá con la ayuda de una enfermera india.

## Edición deThe Female Soldiery pensión
En 1750 su barco regresó a Inglaterra. Snell desembarcó en Portsmouth y marchó a Londres, donde reveló su verdadero sexo a los marinos y solicitó al duque de Cumberland, cabeza del ejército, su pensión. También vendió la historia de su vida al editor londinense Robert Walker, quien la publicó con el título de The Female Soldier (La mujer soldado). Snell comenzó a aparecer en público con ropa militar. En aquel tiempo tres pintores la retrataron con uniforme y el periódico The Gentleman's Magazine se hizo eco de sus reclamaciones que, finalmente, tuvieron éxito: se reconocieron oficialmente los servicios militares de Snell y se le concedió en 1750 una pensión, que fue aumentada en 1785.
Hannah se retiró en Wapping, donde regentó una taberna llamada The Female Warrior (o The Widow in Masquerade, no coinciden las fuentes). A mediados de la década de 1770 se trasladó a Newbury (Berkshire). En 1759 se casó allí con Richard Eyles, con quien tuvo dos hijos. En 1772 se casó de nuevo con Richard Habgood y se trasladó con él a las Midlands. En 1785 Hannah Snell vivía con su hijo George Spence Eyles en Stoke Newington.

## Últimos años y muerte
En 1791 tuvo problemas mentales. Ingresó en el Hospital Bethlem de Londres el 20 de agosto y allí murió unos meses después. Yace enterrada en el cementerio del Hospital Real de Chelsea.

## Obras literarias inspiradas en su figura
La dramaturga británica Shirley Gee ha escrito dos obras dramáticas sobre Snell: una para la radio (Against the Wind, 1988) y una obra de teatro (Warrior, 1989).